# Ignaz Gebhardt

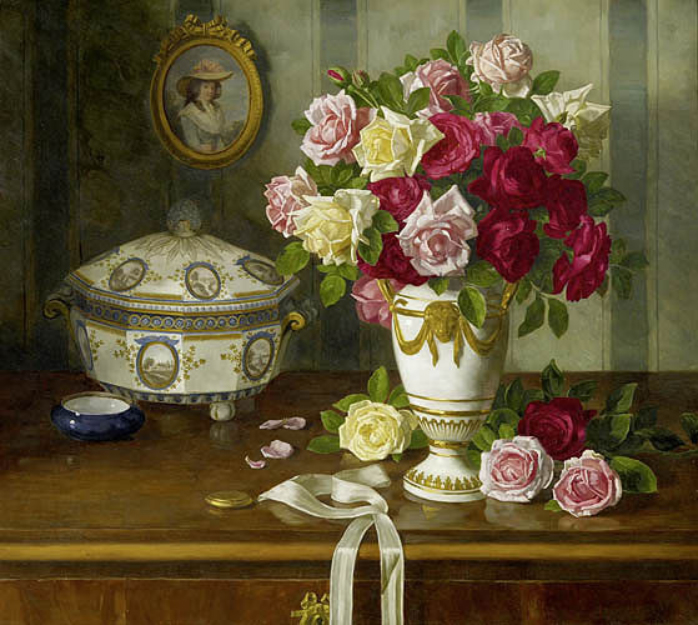
Stillleben mit Rosenstrauss

Ignaz Gebhardt (* 3. März 1869 in München; † 19. Mai 1946 ebenda) war ein deutscher Maler.

## Familie
Ignaz Gebhardt wurde als Sohn des Münchner Historienmalers Karl Max Gebhardt (1834–1915) und seiner Ehefrau Magdalena, geb. Höhn (1839–1903), aus Reutte in Tirol, in München geboren. Der Vater hatte an der Kunstgewerbeschule in München und anschließend in Mantua studiert. 1877 bis 1904 war er Professor für Dekorationsmalerei und Komposition an der Kunstgewerbeschule. Auch ein Bruder des Vaters, Ludwig Gebhardt (1830–1908), hatte sich als Landschaftsmaler in München niedergelassen. Maler wurden auch die beiden älteren Söhne, Karl Gebhardt (1860–1917) und Heinrich Georg Gebhardt (1863–1899).

## Leben
Ignaz Gebhardt besuchte das Maximiliansgymnasium in München von der 1. Lateinklasse bis zur 2. Gymnasialklasse. Hier waren zeitweise Bruno von Wahl und der spätere Architekturhistoriker Hans Willich seine Mitschüler. Im Sommersemester 1886 bis einschließlich Sommersemester 1887 war er an der Münchner Kunstgewerbeschule eingeschrieben; mit dem 18. Oktober 1887 ist sein Eintritt in die Naturklasse von Ludwig von Herterich an der Kunstakademie München dokumentiert. Bei Wilhelm von Lindenschmit studierte er im Fach Historienmalerei. Anlässlich eines Studienaufenthaltes in Venedig kopierte er um 1890 Fresken von Giovanni Battista Tiepolo im Palazzo Labia. Zusammen mit seinem Bruder Heinrich Georg meldete Ignaz Gebhardt 1891 bis 1893 und erneut 1897 bis 1911 ein Geschäft für Dekorationsmalerei in der Münchner Vorstadt Au an. Er war Mitglied der Münchner Künstlergenossenschaft und des Reichsverbands bildender Künstler Deutschlands.
1891 heiratete er Clementine Wörner (* 1865), eine Tochter des Münchner Kunst- und Glasmalers Otto Wörner (* ca. 1842); der Ehe entstammten eine Tochter und ein Sohn. Von 1936 bis 1946 erhielt er den Ehrensold der Münchner Akademie.

## Tätigkeit
In seinem künstlerischen Werk widmete sich Ignaz Gebhardt ausschließlich der Stilllebenmalerei. Kompositionen mit Fischen, Blumen in Vasen und Früchten auf dekorativen Schalen und Tellern zeigte er unter anderem seit 1912 fast lückenlos bis 1925 in den Münchner Jahresausstellungen im königlichen Glaspalast. Darunter waren die Gemälde Fischstilleben (1914), Herzkirschen mit blauem Teller (1915), Stilleben mit Melone und Stilleben mit Hummer (1917), Rosen und Stilleben mit Schinken (1918) oder Herbststrauß und Flox (1925). Viele der dekorativen Motive erschienen als farbige Kunstpostkarten.

## Archivalien
- Matrikel und Jahresberichte 1879/80 bis 1885/86. Maximiliansgymnasium München, Archiv.
- Meldeunterlagen (PMB) Gebhardt, Ignaz. angelegt 15. September 1889 (Meldekarte angelegt: 5. Mai 1926): München, Stadtarchiv.
- Meldeunterlagen (PMB) Gebhardt, Karl Max. München, Stadtarchiv.